# Ленінське (Мішкинський район)
Ле́нінське (рос. Ленинское, башк. Ленинский) — село у складі Мішкинського району Башкортостану, Росія. Входить до складу Мішкинської сільської ради.
Населення — 306 осіб (2010; 348 у 2002).
Національний склад:
- марійці — 81 %